# January 1
January 1 of Janavari Onnu is een Indiase film in het Tamil, geregisseerd door Manivannan, met in de hoofdrollen Vijayakanth, Sulakshana en Sathyaraj.

## Rolverdeling
- Vijaykanth
- Sulakshana
- Tara
- Sathyaraj